# Даниил Александрович
Дании́л Алекса́ндрович (ноябрь/декабрь 1261 — 5 марта 1303, Москва) — младший сын Александра Невского, первый удельный князь Московский (с 1263, фактически с 1271); родоначальник московской линии Рюриковичей: московских князей, великих князей и царей. Основатель московского Данилова монастыря.
В 1791 году канонизирован как святой благоверный князь Даниил Московский.
Дни памяти: 4 (17) марта и 30 августа (12 сентября) — обре́тение мощей.

## Биография

### Происхождение
Даниил Александрович был младшим из четырёх сыновей святого князя Александра Невского, великого князя Владимирского, и «супруги его, княгини Вассы», которую в старой историографической традиции считали второй женой Александра, а в современной обычно идентифицируют с монашеским именем единственной супруги князя — Александры Брячиславны Полоцкой.

### Рождение
В Лаврентьевской летописи упоминается год рождения Даниила: «родися Олександру сынъ, и наре[ко]ша имя ему Данилъ», под годом 6769 от сотворения мира (1261). Даниил был назван так в честь святого Даниила Столпника, память которого отмечается 11 декабря (то есть, он, вероятно, родился в ноябре—декабре). Этот святой всю жизнь оставался покровителем князя — он изображал его на печатях и возвел в его честь монастырь.

### Юные годы
В два года Даниил Александрович лишился отца, который скончался по дороге домой из Сарая от болезни, перед смертью приняв монашеский обет. Поскольку Даниил стал московским князем, предполагается, что земля со столицей в Москве была выделена ему по отцовскому завещанию. Однако править самостоятельно двухлетний ребёнок не мог. Фактически за него должны были править или мать, или один из выживших старших братьев — Дмитрий, князь Переяславля, и Андрей, властитель Градца Радилова. Второй упоминается лишь через 14 лет после смерти отца как самостоятельный князь, что ездил в Орду и принимал участие в походе на Дедеяков в Осетии. В годы кончины отца он был молод и также не мог править за брата. Дмитрий же в летописях фигурирует раньше, когда Невский оставил его княжить за себя в Новгороде и даже предпринял поход на немцев в Юрьев. Однако он был изгнан из Новгорода после смерти отца, вероятно, из-за молодости.
Тверская грамота 1408 года рассказывает о воспитании маленького Даниила тверским князем Ярославом Ярославичем, братом Александра Невского, и об управлении в течение семи лет предназначенной Даниилу Москвой тиунами великого князя Ярослава, пока тот занимал великокняжеский стол во Владимире: с 1264 года до своей смерти в 1271 году.
После смерти дяди Ярослава Ярославича в 1271 году юному Даниилу досталось в удел Московское княжество, малое и скудное по сравнению с другими вотчинами, где княжили его старшие братья — Дмитрий и Андрей. Исследователь истории Кремля Александр Воронов упоминает предание, что в первый год своего княжения Даниил устроил Спасопреображенскую церковь в Московском Кремле.

### Правление
Даниил участвовал в борьбе своих братьев князей Дмитрия Переяславского и Андрея Городецкого за Владимирское великое княжение и за право княжить в Новгороде. Неизбежно вовлекаемый в междоусобия князей, князь Даниил Александрович показал себя миролюбцем. В 1282—1283 году вместе с тверским князем Святославом Ярославичем он соединил московские войска с войсками брата своего Андрея, боровшегося за великое княжение Владимирское против другого брата, Димитрия; но при первой встрече у города Дмитрова соперники заключили мир, и обошлось без кровопролития.
Вернувшись в Москву, князь Даниил устроил монастырь в честь своего небесного покровителя — прп. Даниила Столпника — в Замоскворечье, на правом берегу реки Москвы, на южной Серпуховской дороге. Это первое зафиксированное летописью строительство вне стен московского Кремля. Монастырь получил имя — Даниловский, позднее официально назывался Свято-Данилов Спасский.
С 1283 года князь действовал на стороне своего брата князя Дмитрия, ставшего великим князем владимирским.
В 1293 году князь Андрей Городецкий стал зачинщиком нового похода Золотой орды на Северо-Восточную Русь. Поход, который называют «Дюденева рать», возглавил военачальник Тудан (в русских летописях он именуется Дюдень). Даниил поддерживал Дмитрия, и Москва вместе с окрестностями была разорена.
После смерти князя Дмитрия (1294) Даниил Александрович возглавил московско-переяславско-тверской союз против князя Андрея.
После того, как Андрей стал великим князем Владимирским, в 1296 году открылись ссоры между русскими князьями; но и Андрей признал тогда правоту князя Даниила, а епископы Владимирский Симеон и Сарский Измаил убедили на съезде князей во Владимире прекратить ссору миром. Когда же вслед за тем Андрей хотел с войском своим завладеть Переяславлем-Залесским, Даниил вместе с тверским князем Михаилом встретил Андрея с сильною ратью, — и вновь после переговоров заключён был мир.
О возросшем политическом влиянии Москвы свидетельствовало участие князя Даниила Александровича в борьбе за Великий Новгород, куда он был приглашён княжить в 1296 году.
В том же году князь Даниил основал ещё один монастырь в Москве — Богоявленский, а в 1300 году на Крутицах по его повелению был построен архиерейский дом и храм во имя святых апостолов Петра и Павла.
Предание гласит, что при нём в 1300 году в Даниловом монастыре была учреждена первая в Московском княжестве архимандрития.
После ликвидации сарайским ханом Тохтой «дунайского улуса» Ногая (1300) на московскую службу перешла часть знати из южнорусских земель, прежде находившихся в сфере влияния Ногая.
В 1301 году участвовал в Дмитровском съезде русских князей.
В том же году Даниил Александрович успешно воевал с Рязанским княжеством, захватив Коломну.
После смерти бездетного князя Ивана Дмитриевича Переяславского, по его завещанию, в 1302 году к Московскому княжеству отошёл Переславль, который однако вскоре после смерти Даниила пришлось вернуть в состав Владимирского великого княжения под управление Михаилу Тверскому (1305).
Легенды гласят, что перед смертью князь Даниил постригся в монахи (1303) и был похоронен в Даниловом монастыре.
По сообщению Лаврентьевской летописи, Даниил умер во вторник, 5 марта 1303 года «на Москвѣ в своей отчинѣ, в черньцѣх и в скимѣ». Его мощи были обретены в 1652 году и перенесены, повелением царя Алексея Михайловича, в храм Седми Вселенских Соборов в основанной им обители.
Его сын, князь Иван I Данилович Калита, при поддержке св. митрополита Киевского и всея Руси Феогноста в 1330 году перевёл архимандрита и часть иноков этого монастыря на свой княжеский двор, создав Спасо-Преображенский монастырь на бору.
Летописные известия, рассказывающие о правлении Даниила Александровича, крайне скудны и «носят характер припоминаний». Связано это, видимо, с тем, что традиция летописания появилась в Москве лишь в годы правления его сына Юрия Даниловича.

### Результаты правления
Став основателем дома московских князей, Даниил получил от отца очень маленькую территорию, ограниченную средним течением реки Москвы, без выхода к Оке (центральная и северная часть современной Московской области). Москва была единственным городом княжества. К концу правления Даниил присоединил к своим владениям Коломну, «Лопастеньские места» Рязани (в том числе, возможно, волость с будущим городом Серпуховом), Можайск и Переславль, поставив под свой контроль всё течение Москвы-реки. Будучи младшим родственником, Даниил так и не побывал на великокняжеском престоле, но, тем не менее, ему удалось стать одним из влиятельных князей Северо-Восточной Руси, что в дальнейшем позволило получить Владимирский стол его детям, вопреки существовавшей традиции.
Даниил строил архиерейские дома, церкви и монастыри. Этот задел, продолженный его наследниками, приведёт к окончательному официальному перенесению церковной верховной власти в Москву в 1325 году.
Кроме строительства зданий, Даниил создавал коммуникации. Построенная при его правлении Большая ордынская дорога объединила различные направления, усилив роль Москвы как перекрёстка торговых путей.

### Брак и дети
Имя жены Даниила в сохранившихся летописях не упоминается. Согласно Ростовскому соборному синодику (XVII век), её звали Агриппиной. По убедительному предположению А. А. Горского она была дочерью галицко-волынского князя Льва Даниловича и Констанции Венгерской, дочери венгерского короля Белы IV.
Дети:
- Юрий Данилович (ум. 1325) — московский князь с 1303 года, великий князь владимирский в 1319—1322 годах, князь новгородский с 1322 года.
- Михаил Данилович — упомянут в Ростовском соборном синодике[13].
- Александр Данилович (ум. в 1308/1309)
- Борис Данилович (ум. 1320) — князь Костромской с 1304 года.
- Иван I Данилович Калита (1288—1340/1341) — князь Московский с 1325 года, Великий князь Владимирский с 1328 года, князь Новгородский в 1328—1337 годах.
- Симеон Данилович (ум. после 1322)
- Василий Данилович — упомянут в Ростовском соборном синодике[13].
- Афанасий Данилович (ум. 1322) — князь новгородский в 1314—1315 и 1319—1322 годах.
- Даниил Данилович — упомянут в Ростовском соборном синодике[13].
- Анна Даниловна (ум. до 1353) — известна по завещанию Симеона Гордого[13].

### Место погребения
О месте его захоронения существуют две версии:
- Одна восходит к сгоревшей в 1812 году в занятой французами Москве пергаментной Троицкой летописи. В своё время эту летопись видел Н. М. Карамзин, который сделал из неё выписку о смерти Даниила Александровича. Эта выписка завершалась словами: «положенъ бысть въ церкви св. Михаила на Москвѣ». Таким образом, местом погребения Даниила послужил, согласно Троицкой летописи, Архангельский собор в московском Кремле[2]. Этой же версии придерживается Лицевой летописный свод.
- Вторая версия изложена в Степенной книге. Там утверждается, что Даниил был захоронен на братском кладбище Данилова монастыря[2].

Мощи князя были обретены в 1652 году и перенесены, повелением царя Алексея Михайловича, в храм Седми Вселенских Соборов в основанном им Даниловском монастыре. С 1917 по 1930 год они находились в Троицком соборе; в 1930 перенесены в храм Воскресения Словущего за южной стеной монастыря. Судьба мощей князя Даниила после закрытия церкви Воскресения Словущего остаётся неизвестной.

## Память и почитание
В 1652 году состоялось обретение мощей князя; по мнению Евгения Голубинского, в 1791 году он был канонизирован для местного почитания как святой благоверный князь Даниил Московский. Дни памяти: 4 (17) марта и 30 августа (12 сентября) — обре́тение мощей.
Определением патриарха Пимена и Священного синода от 28 декабря 1988 года учреждён Орден святого благоверного князя Даниила Московского трёх степеней.
В подмосковном Нахабине, которое считается историческим центром инженерных войск Вооружённых сил Российской Федерации, построен храм Даниила Московского, являющегося небесным покровителем инженерных войск ВС России.
С 18 сентября 1996 года имя князя носит атомная подводная лодка Северного флота.

### Гимнография
Тропарь, глас 3
Явился еси стране нашей яко звезда пресветлая,благоверный княже Данииле, лучами света твоего озаряя град твой и обитель твою, людем православным поборник еси, пленным свободитель и нищим защититель, моли Христа Бога державе Российстей даровати мир и спасти души наша.
Тропарь, глас 4
Княжения твоего славу отложив, озаряемый Божественною благодатию, Богомудре княже Данииле, весь разум в сердце от суетнаго мира сего к Зиждителю неуклонно возложил еси и, яко звезда на востоце Российскаго государства просиял еси, целомудрием же и равноангельным твоим житием течение добре совершая, веру соблюл еси непорочну, тем и по смерти прослави тя Бог в чудесех, яко источаеши исцеления верно притекающим к честней раце твоей; сего ради днесь празднуем успение твое, людие твои. Ты же, яко имаши дерзновение ко Христу, моли спасти отечество твое и мирней быти державе нашей.

### В культуре и искусстве
Даниилу Александровичу посвящён исторический роман «Младший сын» писателя Дмитрия Балашова.
В 1997 году в ознаменование 850-летия основания Москвы на площади Серпуховской заставы установлен памятник князю Даниилу Московскому работы скульпторов А. Коровина и В. Мокроусова, архитектора Д. Соколова. Князь в левой руке держит храм, в правой — меч. Оружие Даниил держит не в боевой готовности, желая показать, что распри, войны и кровопролития — деяния, не угодные Богу. На постаменте памятника барельеф с надписью: «Святой Благоверный великий князь Даниил Московский 1261—1303».
- Святой князь Даниил Московский. Скульпторы А. Коровин и В. Мокроусов. Москва, станция метро «Тульская»
- Часовня Святого Даниила Московского. Москва, станция метро «Тульская»
- Святой князь Даниил Московский. Икона на фасаде часовни
- Даниил Московский и Данилов монастырь на российских марках. 1997
- Почтовая марка России, 2003, художник Л. Зайцев